# ディス・ガイ
「ディス・ガイ」（英語: This Guy's in Love with You）は、1968年にハーブ・アルパートが発表した楽曲。バート・バカラック作曲、ハル・デヴィッド作詞。1969年にはディオンヌ・ワーウィック盤が「ディス・ガール」のタイトルで全米7位を記録している。

## 解説
1962年ハーブ・アルパートはドット・レコードでDore Alpert名義で"Tell it to the birds"を録音したこともあるが,TV番組"Beat of the Brass"のために作品が必要であった。アルパートはバカラックに「引き出しかどこかにしまいこんでる曲,でなきゃレコーディングがうまく行かなかった作品はないか？」と尋ねた。すると彼から"This girl's in love with you"が送られてきて,ハル・ディヴィッドに頼んで性別を変えてもらうように依頼した。番組で曲を披露すると反響が大きく急遽シングルとしてリリース。4週間全米第1位を維持する大ヒットとなったのみならずアルバム『The Beat of the Brass』も全米第1位を2週間維持した。
カバー・レコードも続々チャート・インし,イージー・リスニング・チャートでは1968年イーディ・ゴーメ盤が22位,トニー・モットーラ盤も22位,1969年には"This girl's in love with you"とタイトルを変えたディオンヌ・ワーウィック盤が2位まで上昇し,ディオンヌ盤は全米でも7位を記録した。バート・バカラックとしては作曲家としての最初のナンバーワン・ヒットとなった作品である。

## カバー
- ペトゥラ・クラーク (1968年）
- レイ・コニフ (1968年）
- ジョニー・マティス（1968年）
- ダスティ・スプリングフィールド（1968年）
- レターメン (1968年）
- コニー・フランシス - 1968年のアルバム『Connie Francis Sings Bacharach and David』に収録。
- ブッカー・T&ザ・MG's - 1969年のアルバム『The Booker T. Set』に収録。
- フォー・トップス (1969年）
- バート・バカラック（1969年）
- ボビー・ヴィントン (1969年）
- ブレンダ・リー (1969年)
- ジミー・スミス (1969年)
- チャーリー・バード (1969年)
- B・J・トーマス（1970年）
- ダニー・オズモンド（1970年）
- アレサ・フランクリン - 1970年のアルバム『ジス・ガールズ・イン・ラヴ・ウィズ・ユー』に収録。
- ジミー・ラフィン - 1970年のアルバム『The Groove Governor』に収録。
- 布施明 - 1971年のアルバム『布施明がバカラックに会った時』に収録。
- 中本マリ - 1993年のアルバム『イン・スタイル』に収録。
- 鈴木祥子 - 1994年のアルバム『Shoko Suzuki Sings Bacharach & David』に収録。鈴木の日本語詞による。
- 阿川泰子 - 1996年のアルバム『CLOSE TO YOU』に収録。
- シー&ヒム - 2014年のアルバム『Classics』に収録。